# Élton Fensterseifer
Élton Fensterseifer (ur. 30 września 1937 w Roca Sales, zm. 23 grudnia 2010) − piłkarz brazylijski, występujący na pozycji ofensywnego pomocnika.

## Kariera klubowa
Karierę piłkarską Élton rozpoczął w klubie Esperança Novo Hamburgo w 1950 roku. W 1954 roku grał w Concórdiu Porto Alegre. Przełomem w karierze był transfer do Grêmio Porto Alegre, gdzie grał w latach 1955–1963. Z Grêmio siedmiokrotnie zdobył mistrzostwo stanu Rio Grande do Sul – Campeonato Gaúcho w 1956, 1957, 1958, 1959, 1960, 1962 i 1963 roku. W latach 1963–1966 grał jedyny raz w karierze poza stanem Rio Grande do Sul, w Botafogo FR. Z Botafogo dwukrotnie wygrał Torneio Rio-São Paulo w 1964 i 1966 roku. Ostatnim klubem w jego karierze był SC Internacional, gdzie zakończył karierę w 1970 roku. Z Internacionalem zdobył kolejne mistrzostwo stanu w 1969 roku.

## Kariera reprezentacyjna
W reprezentacji Brazylii Élton zadebiutował 6 marca 1960 w zremisowanym 2-2 meczu z reprezentacją Meksyku podczas Mistrzostw Panamerykańskich, na których Brazylia zajęła drugie miejsce. Był to udany debiut, gdyż Élton w 16 min. meczu strzelił pierwszą bramkę dla Brazylii. Na turnieju w Kostaryce wystąpił w sześciu meczach z Meksykiem, Kostaryką, Argentyną, Meksykiem, Kostaryką (dwie bramki) i Argentyną, który był jego ostatnim meczem w reprezentacji.